# Campagne du Kamerun
Première Guerre mondiale
Théâtre africain de la Première Guerre mondiale
La campagne du Kamerun s'est déroulée dans la colonie allemande du Kamerun sur le théâtre africain de la Première Guerre mondiale, lorsque les troupes britanniques, françaises et belges ont envahi la colonie allemande d'août 1914 à mars 1916. La campagne s'est déroulée principalement au Kamerun, mais des escarmouches ont également eu lieu dans la colonie et protectorat du Nigeria. Au printemps 1916, à la suite des victoires des Alliés, la majorité des troupes allemandes et l'administration civile ont fui vers la colonie neutre voisine de la Guinée espagnole. La campagne se solde par une défaite de l'Allemagne et la partition de son ancienne colonie entre la France et le Royaume-Uni.

## Contexte
L'Allemagne a établi un protectorat sur le Kamerun en 1884 pendant le partage de l'Afrique, et a étendu son contrôle lors des guerres du Bafut et de l'Adamawa. En 1911, la France cède à l'Allemagne le Neukamerun (Nouveau Cameroun), un vaste territoire situé à l'est du Kamerun, dans le cadre du traité de Fès, qui met fin à la crise d'Agadir. En 1914, la colonie allemande du Kamerun constituait l'ensemble du Cameroun actuel ainsi que des parties du Nigeria, du Tchad, du Gabon, de la République du Congo et de la République centrafricaine. Le Kamerun était entouré de tous côtés par le territoire de l'Entente. Le Nigeria, sous contrôle britannique, se trouvait au nord-ouest. Le Congo belge borde la colonie au sud-est et l'Afrique-Équatoriale française se trouve à l'est. La colonie neutre de la Guinée espagnole est bordée par le Kamerun allemand de tous les côtés, sauf un, qui donne sur la mer. En 1914, à la veille de la Première Guerre mondiale, le Kamerun restait largement inexploré et non cartographié par les envahisseurs européens. En 1911 et 1912, la frontière avec les colonies françaises du Gabon, du Moyen-Congo, de l'Oubangui-Chari et du Tchad a été établie et en 1913, la frontière entre les colonies du Nigeria et du Kamerun a été définie.
Les forces militaires allemandes stationnées dans la colonie à l'époque se composaient d'environ 1 855 Schutztruppen (troupes de protection). Cependant, après le déclenchement de la guerre à la mi-1915, les Allemands ont pu recruter une armée d'environ 6 000 hommes. Les forces alliées, en revanche, dans les territoires entourant le Kamerun, étaient beaucoup plus importantes. L'Afrique équatoriale française pouvait à elle seule mobiliser jusqu'à 20 000 soldats à la veille de la guerre, tandis que la colonie et protectorat du Nigeria, à l'ouest, pouvait lever une armée de 7 550 hommes.

## Opérations

### Invasion en 1914
Lorsque la guerre éclate en Europe au début du mois d'août 1914, l'administration coloniale allemande au Kamerun tente d'offrir la neutralité à la Grande-Bretagne et à la France, conformément aux articles 10 et 11 de l'Acte de Berlin de 1885, mais cette proposition est rejetée par les Alliés. Les Français étaient impatients de récupérer les terres cédées à l'Allemagne dans le traité de Fès en 1911. Les premières expéditions alliées dans la colonie, le 6 août 1914, sont menées depuis l'est par les troupes françaises de l'Afrique équatoriale française, sous les ordres du général Joseph Aymerich. Cette région était principalement constituée de marais, non développée, et n'était initialement pas fortement contestée par les Allemands.
Le 25 août 1914, les forces britanniques de l'actuel Nigeria avaient pénétré dans le Kamerun à partir de trois points différents. Elles ont poussé dans la colonie vers Mara à l'Extrême-Nord, vers Garua au centre, et vers Nsanakang au sud. Les forces britanniques se déplaçant vers Garua, sous le commandement du colonel MacLear, ont reçu l'ordre de pousser vers le poste frontière allemand de Tepe, près de Garua. Le premier engagement entre les troupes britanniques et allemandes au cours de la campagne a eu lieu lors de la bataille de Tepe, qui a abouti au retrait des Allemands.
Dans l'extrême nord, les forces britanniques ont tenté de prendre le fort allemand de Mora, mais ont échoué dans un premier temps. Il s'ensuivit un long siège des positions allemandes qui dura jusqu'à la fin de la campagne. Les forces britanniques qui attaquaient Nsanakang au sud furent défaites et presque entièrement détruites par les contre-attaques allemandes lors de la bataille de Nsanakong. MacLear poussa ensuite ses forces plus loin dans les terres vers la forteresse allemande de Garua mais fut repoussé lors de la première bataille de Garua le 31 août.

### Opérations navales
En septembre 1914, les Allemands avaient miné l'estuaire du Kamerun ou Wouri et y avaient sabordé des navires de guerre pour protéger Douala, la plus grande ville et le centre commercial de la colonie. Les navires de guerre britanniques et français bombardent les villes de la côte et, fin septembre, ils ont déminé et effectué des débarquements amphibies afin d'isoler Douala. Le 27 septembre, la ville se rendit au général de brigade Charles Macpherson Dobell, commandant de la force alliée combinée. L'occupation de l'ensemble de la côte suit bientôt, les Français s'emparant d'autres territoires au sud-est lors d'une opération amphibie à la bataille d'Ukoko.

### Guerre en 1915

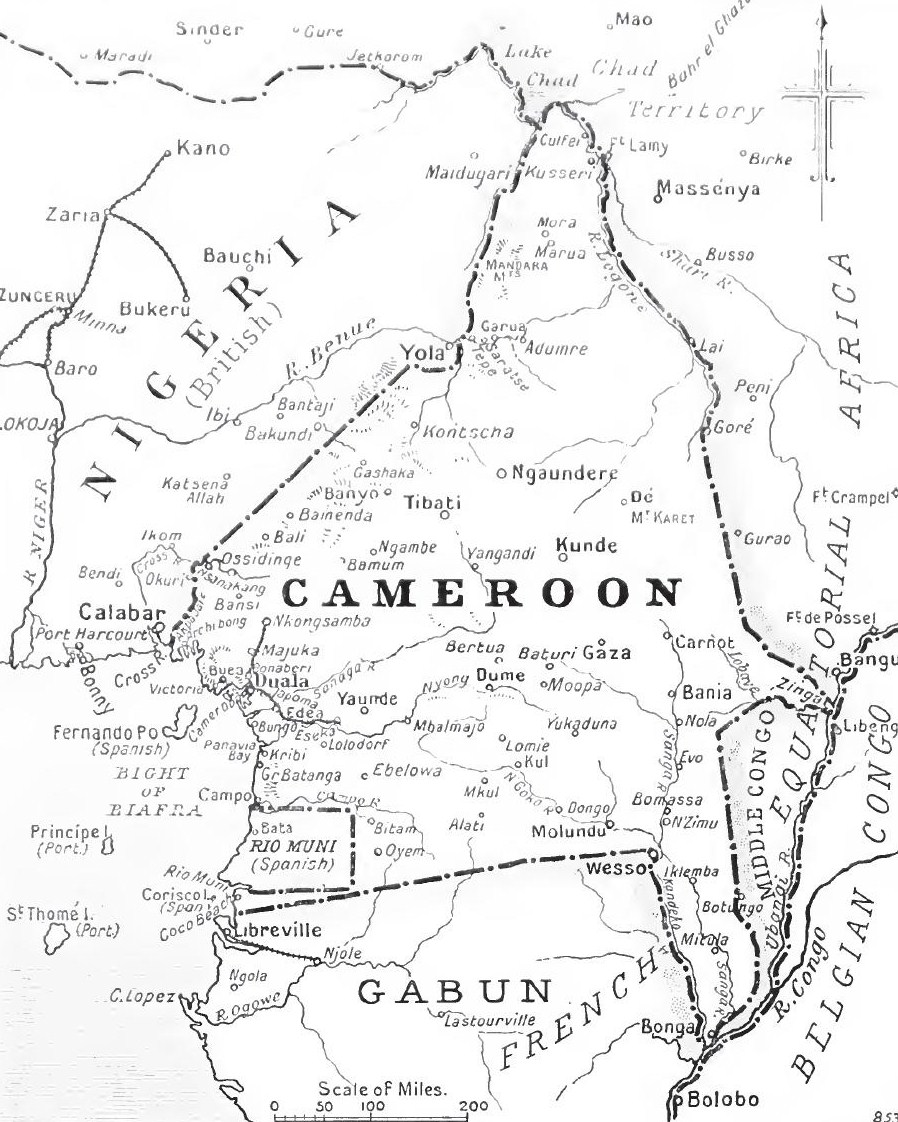
Kamerun, 1914

En 1915, la majorité des forces allemandes, à l'exception de celles qui tenaient bon dans les bastions de Mora et Garua, s'étaient retirées dans l'intérieur montagneux de la colonie, autour de la nouvelle capitale de Jaunde. Au printemps de cette année-là, les forces allemandes étaient encore capables de retarder ou de repousser de manière significative les assauts des forces alliées. Une force allemande sous le commandement du capitaine von Crailsheim de Garua est même passée à l'offensive, engageant les Britanniques lors d'un raid raté au Nigéria à la bataille de Gurin. Cette incursion étonnamment audacieuse en territoire britannique a incité le général Frederick Hugh Cunliffe à lancer une nouvelle tentative de prise des forteresses allemandes de Garua lors de la deuxième bataille de Garua en juin, qui s'est soldée par une victoire britannique. Cette poussée a abouti à la victoire des Alliés à la bataille de Ngaundere le 29 juin. L'avancée de Cunliffe vers Jaunde, au sud, a cependant été bloquée par de fortes pluies, et sa force a participé au siège continu de Mora.
Lorsque le temps s'est amélioré, les forces britanniques sous les ordres de Cunliffe se sont déplacées plus au sud, capturant un fort allemand à la bataille de Banjo en novembre et occupant un certain nombre d'autres villes à la fin de l'année. En décembre, les forces de Cunliffe et de Dobell étaient en contact et prêtes à mener un assaut sur Jaunde (actuel Yaoundé).

### Capitulation en 1916
Au début de 1916, le commandant allemand, Carl Heinrich Zimmermann, conclut que la campagne est perdue. Avec les forces alliées qui se pressaient de tous côtés sur Jaunde et la résistance allemande qui faiblissait, il ordonna à toutes les unités allemandes restantes et aux civils de s'échapper vers la colonie espagnole neutre de Rio Muni. À la mi-février de cette année-là, la dernière garnison allemande de Mora se rendit, mettant fin au siège de Mora. Les soldats et les civils allemands qui s'étaient échappés vers la Guinée espagnole furent traités à l'amiable par les Espagnols, qui n'avaient que 180 miliciens à Rio Muni et ne pouvaient pas les interner de force. La plupart des Camerounais de souche restent à Muni, mais les Allemands finissent par s'installer à Fernando Po ; certains sont finalement transportés par l'Espagne vers les Pays-Bas neutres (d'où ils peuvent rejoindre leur pays) avant la fin de la guerre. De nombreux Camerounais, dont le chef suprême du peuple Beti, s'installent à Madrid, où ils vivent en tant que nobles de passage sur des fonds allemands.

## Issue
En février 1916, avant la fin de la campagne, le Royaume-Uni et la France sont convenus de diviser le Kamerun le long de la ligne de partage provisoire de Picot. Le Royaume-Uni a ainsi obtenu environ un cinquième de la colonie située à la frontière nigériane. La France a obtenu Douala et la plus grande partie du plateau central, qui comprenait la majorité de l'ancien territoire allemand. La partition est acceptée à la Conférence de la paix de Paris et l'ancienne colonie allemande devient les mandats de la Société des Nations du Cameroun français et du Cameroun britannique par le Traité de Versailles.